# Lalley
Lalley est une commune française située dans le département de l'Isère, en région Auvergne-Rhône-Alpes.
Ses habitants sont les Lalleysiens ou les Lalleyroux.

## Géographie
Petit village situé au pied du col de la Croix-Haute, Lalley est une commune du Trièves. Elle résulte de l'union, au XIXe siècle, d'Avers et de Lalley. Elle est située à environ 60 km de Grenoble en prenant l'autoroute A51 et la RD 1075.

### Communes limitrophes
Plusieurs autres communes se situent aux alentours de Lalley. Parmi elles, on trouve Saint-Maurice-en-Trièves, Tréminis, Prébois, Le Percy, Clelles, Mens, Monestier-du-Percy, Saint-Baudille-et-Pipet et plus loin, Saint-Michel-les-Portes.

### Hydrographie
L'Ébron, d'une longueur de 32,1 km s'écoule à proximité dans la partie septetrionale du territoire communal après avoir pris sa source au pied du Grand Ferrand, dans le bassin de Tréminis.

### Climat
Pour des articles plus généraux, voir Climat d'Auvergne-Rhône-Alpes et Climat de l'Isère.
En 2010, le climat de la commune est de type climat de montagne, selon une étude du Centre national de la recherche scientifique s'appuyant sur une série de données couvrant la période 1971-2000. En 2020, Météo-France publie une typologie des climats de la France métropolitaine dans laquelle la commune est exposée à un climat de montagne ou de marges de montagne et est dans la région climatique  Alpes du sud, caractérisée par une pluviométrie annuelle de 850 à 1 000 mm, minimale en été. 
Pour la période 1971-2000, la température annuelle moyenne est de 9,2 °C, avec une amplitude thermique annuelle de 17,4 °C. Le cumul annuel moyen de précipitations est de 978 mm, avec 9,4 jours de précipitations en janvier et 6 jours en juillet. Pour la période 1991-2020, la température moyenne annuelle observée sur la station météorologique de Météo-France la plus proche, « Saint-Baudille », sur la commune de Saint-Baudille-et-Pipet à 8 km à vol d'oiseau, est de 9,1 °C et le cumul annuel moyen de précipitations est de 1 082,0 mm,. Pour l'avenir, les paramètres climatiques de la commune estimés pour 2050 selon différents scénarios d'émission de gaz à effet de serre sont consultables sur un site dédié publié par Météo-France en novembre 2022.

### Voies de communication
La commune est accessible par l'ancienne route nationale 75 devenue route départementale 1075, à la suite d'un déclassement, ainsi que par l'autoroute A51 dénommée officiellement « autoroute du Trièves ».

### Lieux-dits et écarts
Lalley (chef-lieu), Avers (village avec lequel Lalley a fusionné en 1730) et deux hameaux : Piedgros et le Col (de la Croix-Haute)

## Urbanisme

### Typologie
Au 1er janvier 2024, Lalley est catégorisée commune rurale à habitat dispersé, selon la nouvelle grille communale de densité à sept niveaux définie par l'Insee en 2022.
Elle est située hors unité urbaine et hors attraction des villes,.

### Occupation des sols
L'occupation des sols de la commune, telle qu'elle ressort de la base de données européenne d’occupation biophysique des sols Corine Land Cover (CLC), est marquée par l'importance des forêts et milieux semi-naturels (75,9 % en 2018), une proportion identique à celle de 1990 (75,9 %). La répartition détaillée en 2018 est la suivante : 
forêts (58 %), milieux à végétation arbustive et/ou herbacée (15 %), terres arables (10,7 %), prairies (10,5 %), espaces ouverts, sans ou avec peu de végétation (2,9 %), zones agricoles hétérogènes (2,8 %). L'évolution de l’occupation des sols de la commune et de ses infrastructures peut être observée sur les différentes représentations cartographiques du territoire : la carte de Cassini (XVIIIe siècle), la carte d'état-major (1820-1866) et les cartes ou photos aériennes de l'IGN pour la période actuelle (1950 à aujourd'hui).

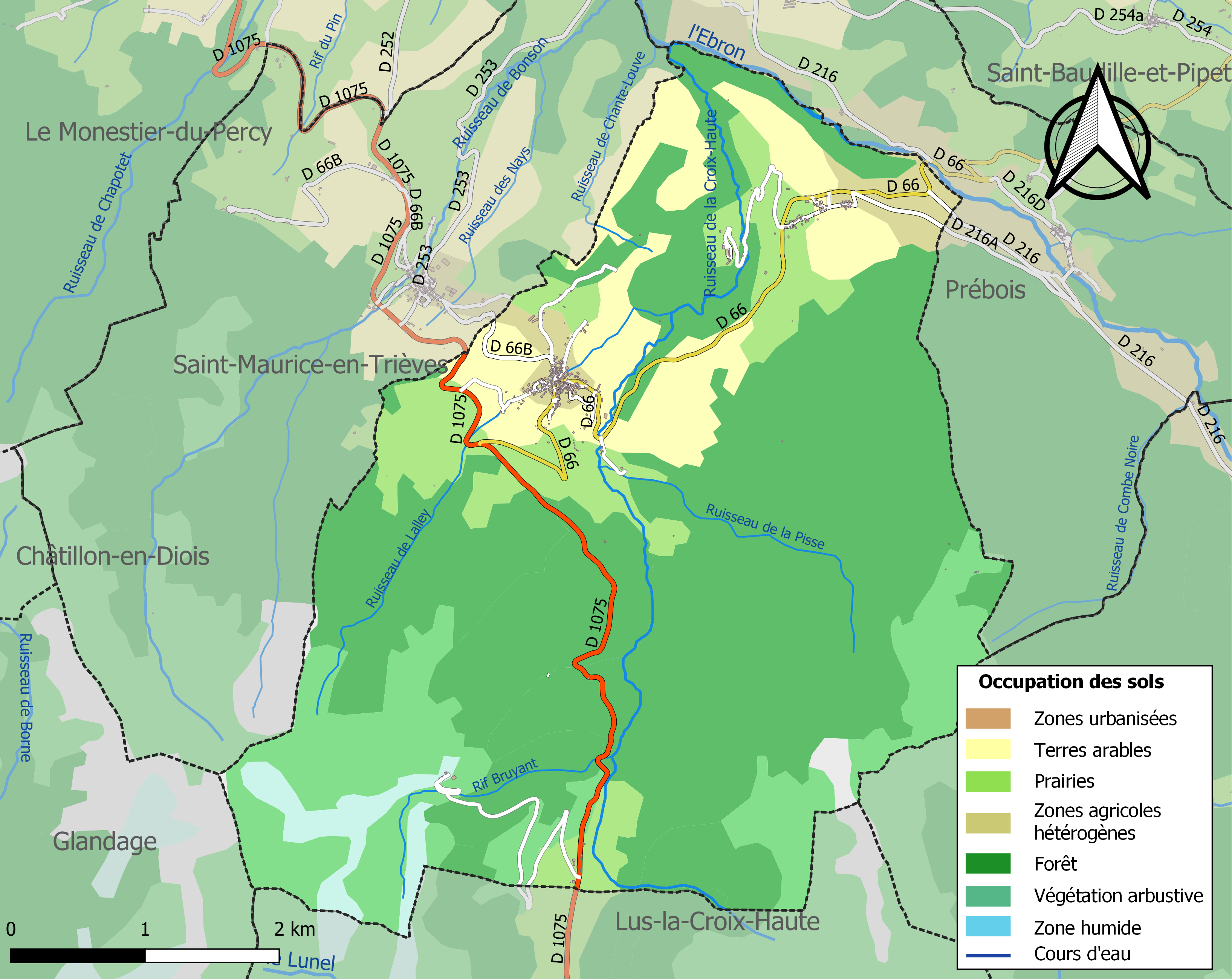
Carte des infrastructures et de l'occupation des sols de la commune en 2018 (CLC).

### Risques naturels et technologiques

#### Risques sismiques
La totalité du territoire de la commune de Lalley est situé en zone de sismicité n°3, comme la plupart des communes de son secteur géographique. Elle se situe cependant au sud de la limite d'une zone sismique classifiée de « moyenne » et qui partage le département de l'Isère.
| Type de zone | Niveau            | Définitions (bâtiment à risque normal) |
| ------------ | ----------------- | -------------------------------------- |
| Zone 3       | Sismicité modérée | accélération = 1,1 m/s2                |

## Toponymie
Selon Marius Beaup, le nom de Lalley dérive du latin Allodio, mot signifiant "fonds libre et exempt de toute servitude". Ainsi Lalley aurait été dans les premiers temps du régime féodal une terre allodiale, c'est-à-dire une terre où le seigneur exerçait la directe universelle, mais à qui les habitants payaient des redevances en échange des fonds de terre qui leur étaient concédés, en vertu d'actes qu'on appelait des albergements.

## Histoire
La commune de Lalley est issue de l'union de deux communautés situées de part et d'autre du ruisseau du col : Avers, à l'est, qui appartenait au mandement de Prébois, et Lalley, à l'ouest, qui appartenait au mandement de  Saint-Maurice. Son histoire s'inscrit dans l'histoire du Trièves, lui-même partie du Dauphiné. Le territoire de Saint-Maurice fut inféodé en 1330. Le 5 mai de cette année, Guigues VII vendit la terre et la juridiction de Saint-Maurice à Guigues de Morges, de la famille des Béranger. Le prix fut de 100 florins d'or et 100 livres de gros tournoi. En 1382, la terre et la seigneurie de Saint-Maurice furent transmises à Eynard de Montauban. Elle passa ensuite sous l'autorité d'Étienne Guillon (14 juillet 1435), de Philibert d'Arces, puis de la famille de Brunel, à la suite de son acquisition en 1539 par Vincent de Brunel, des Rimbaud de Champrenard, dont le dernier, Claude-François, succéda à son père en 1738, enfin, des Dupuy de Saint-Vincent, qui émigrèrent à la révolution et virent leurs biens aliénés en 1793.
Cette époque féodale fut marquée par les conflits permanents entre les seigneurs et les habitants, soucieux de préserver ou de reprendre une partie des droits qui leur avaient été pris.
Le hameau d'Avers faisait partie de la paroisse de Saint-Eugénie, aujourd'hui disparue, appartenant à Prébois. La partie ouest de l'actuelle commune de Lalley, séparée d'Avers par le Rif d'Avers, aujourd'hui dénommé ruisseau de la Croix-haute, constituait jusqu'en 1841 la section de Lalley et était intégrée au mandement de Saint-Maurice. En 1598, Avers se détacha de la paroisse de Saint-Eugénie et s'unit à celle de Saint-Maurice, laissant une partie de sa forêt indivise avec son ancien chef-lieu, ce qui allait donner lieu à un long procès qui prit fin en 1881.
Le 7 février 1730, à la demande des habitants de Lalley et d'Avers, le Seigneur-évêque comte de Die érigea Lalley en paroisse. D'un point de vue féodal, jusqu'à la révolution, Avers, qui était un fief, resta indépendant et ne fut rattaché à la commune de Saint-Maurice qu'en 1790. Puis l'ordonnance royale du 14 avril 1841 érigea Lalley (incluant le hameau d'Avers) en commune distincte et en fixa le chef-lieu à Lalley.
La famille noble d'Eschaffin réside à Lalley au XVIIe siècle.

## Politique et administration

### Liste des maires
| Période                                  | Période  | Identité        | Étiquette | Qualité           |
| ---------------------------------------- | -------- | --------------- | --------- | ----------------- |
| 2014                                     | En cours | Michel Picot    | SE        | Ingénieur conseil |
| 2008                                     | 2014     | Michel Lambert  | ...       | ...               |
| 2001                                     | 2008     | Hubert Oddos    | ...       | ...               |
| avant 1981                               | ?        | Gilbert Pelloux |           |                   |
| Les données manquantes sont à compléter. |          |                 |           |                   |

### Jumelages
La commune de Lalley ne compte encore aucun jumelage avec d'autres communes européennes.

## Population et société

### Démographie
L'évolution du nombre d'habitants est connue à travers les recensements de la population effectués dans la commune depuis 1841. Pour les communes de moins de 10 000 habitants, une enquête de recensement portant sur toute la population est réalisée tous les cinq ans, les populations de référence des années intermédiaires étant quant à elles estimées par interpolation ou extrapolation. Pour la commune, le premier recensement exhaustif entrant dans le cadre du nouveau dispositif a été réalisé en 2005.

En 2022, la commune comptait 183 habitants, en évolution de −7,11 % par rapport à 2016 (Isère : +3,07 %, France hors Mayotte : +2,11 %).
| 1841 | 1846 | 1851 | 1856 | 1861 | 1866 | 1872 | 1876 | 1881 |
| ---- | ---- | ---- | ---- | ---- | ---- | ---- | ---- | ---- |
| 708  | 706  | 747  | 663  | 646  | 636  | 581  | 761  | 575  |

| 1886 | 1891 | 1896 | 1901 | 1906 | 1911 | 1921 | 1926 | 1931 |
| ---- | ---- | ---- | ---- | ---- | ---- | ---- | ---- | ---- |
| 564  | 470  | 443  | 376  | 397  | 389  | 335  | 331  | 336  |

| 1936 | 1946 | 1954 | 1962 | 1968 | 1975 | 1982 | 1990 | 1999 |
| ---- | ---- | ---- | ---- | ---- | ---- | ---- | ---- | ---- |
| 297  | 299  | 294  | 280  | 258  | 273  | 257  | 191  | 184  |

| 2005 | 2006 | 2010 | 2015 | 2020 | 2022 | - | - | - |
| ---- | ---- | ---- | ---- | ---- | ---- | - | - | - |
| 195  | 194  | 210  | 201  | 192  | 183  | - | - | - |

### Enseignement
La commune est rattachée à l'académie de Grenoble.

### Médias
Historiquement, le quotidien régional Le Dauphiné libéré consacre, chaque jour, y compris le dimanche, dans son édition de Romanche et Oisans, un ou plusieurs articles à l'actualité de la commune, de son canton, ainsi que des informations sur les éventuelles manifestations locales.

### Cultes
L'église (propriété de la commune) et la communauté catholique de Lalley dépendent de la paroisse Notre-Dame d'Esparron (Relais de l'Ebron), elle-même rattachée au diocèse de Grenoble-Vienne.

## Culture locale et patrimoine

### Lieux et monuments

#### Patrimoine religieux
Sur le territoire de la commune de Lalley se trouvent 2 édifices catholiques : l'église de la Visitation sur la place du village et la chapelle Notre-Dame-du-Bon-Secours en haut de la montée de la Prusère. La commune compte aussi un ancien temple protestant, aujourd'hui réaménagé. Il existe aussi un cimetière municipal et un ancien cimetière protestant.
- Église de la Visitation de Lalley.

#### Patrimoine civil
Ayant pu préserver son aspect traditionnel, le village a conservé ses nombreux bassins dans plusieurs rues, et des maisons aux tuiles typiques. La maison Bernard, peinte par Édith Berger et fréquentée par Jean Giono, est labellisée Patrimoine en Isère.

La forge de Lalley, datée de 1836, a été en activité jusqu'à 1976. La maison, la forge et ses éléments, dont le travail à ferrer les bœufs, font l'objet d'une inscription partielle au titre des monuments historiques par arrêté du 30 juin 1995.

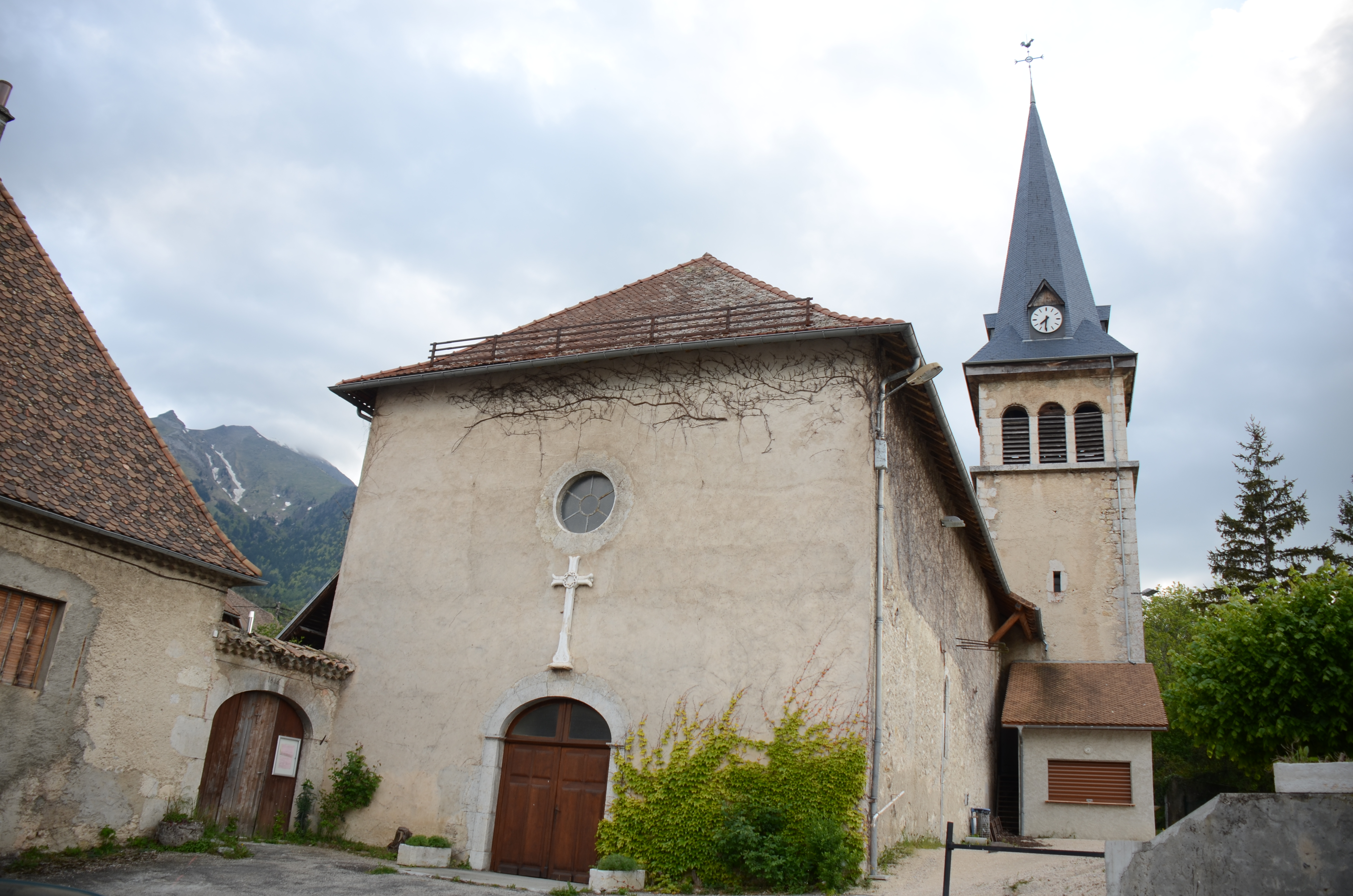
L'église de la Visitation
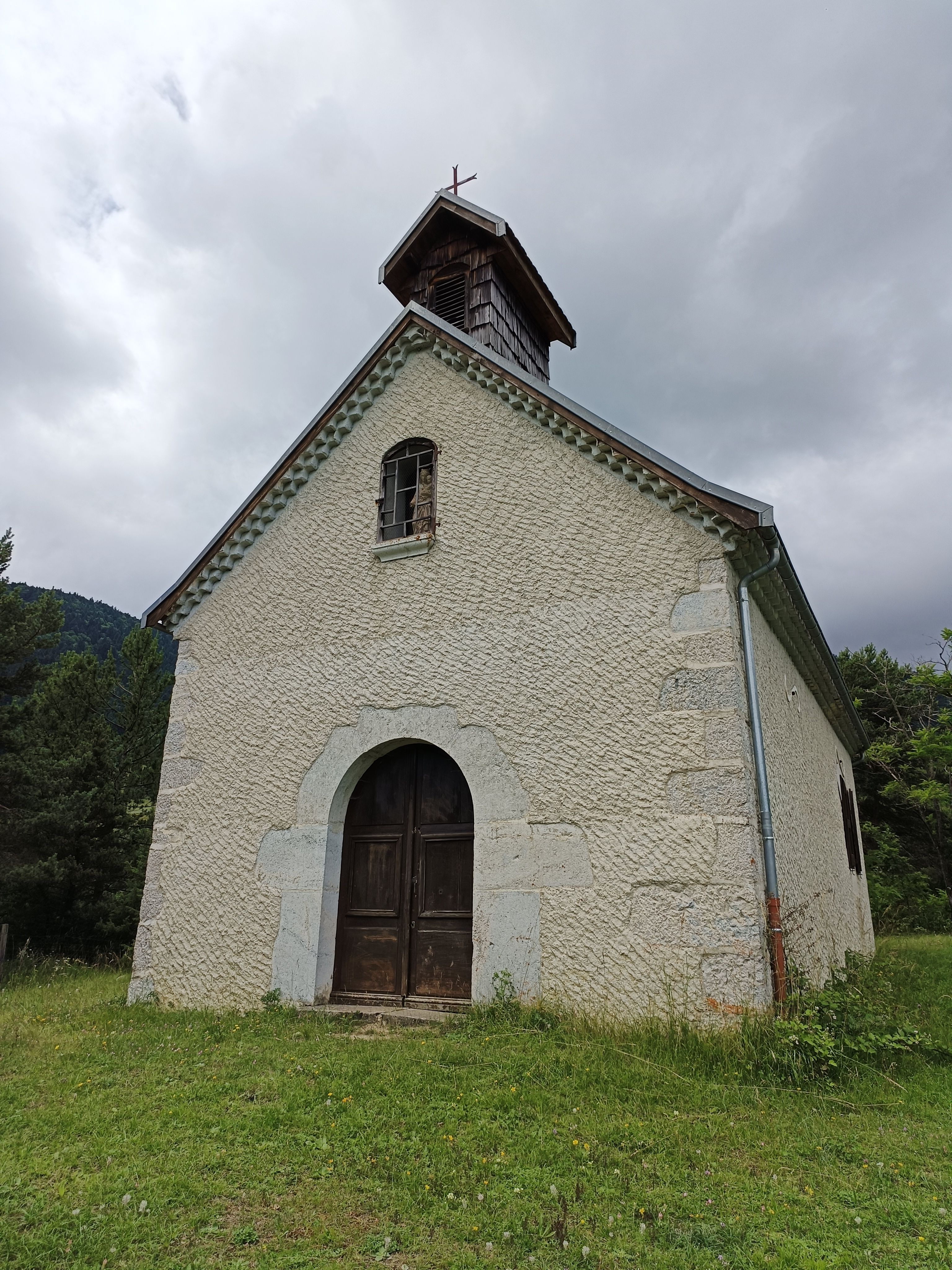
La chapelle Notre-Damme-du-Bon-Secours
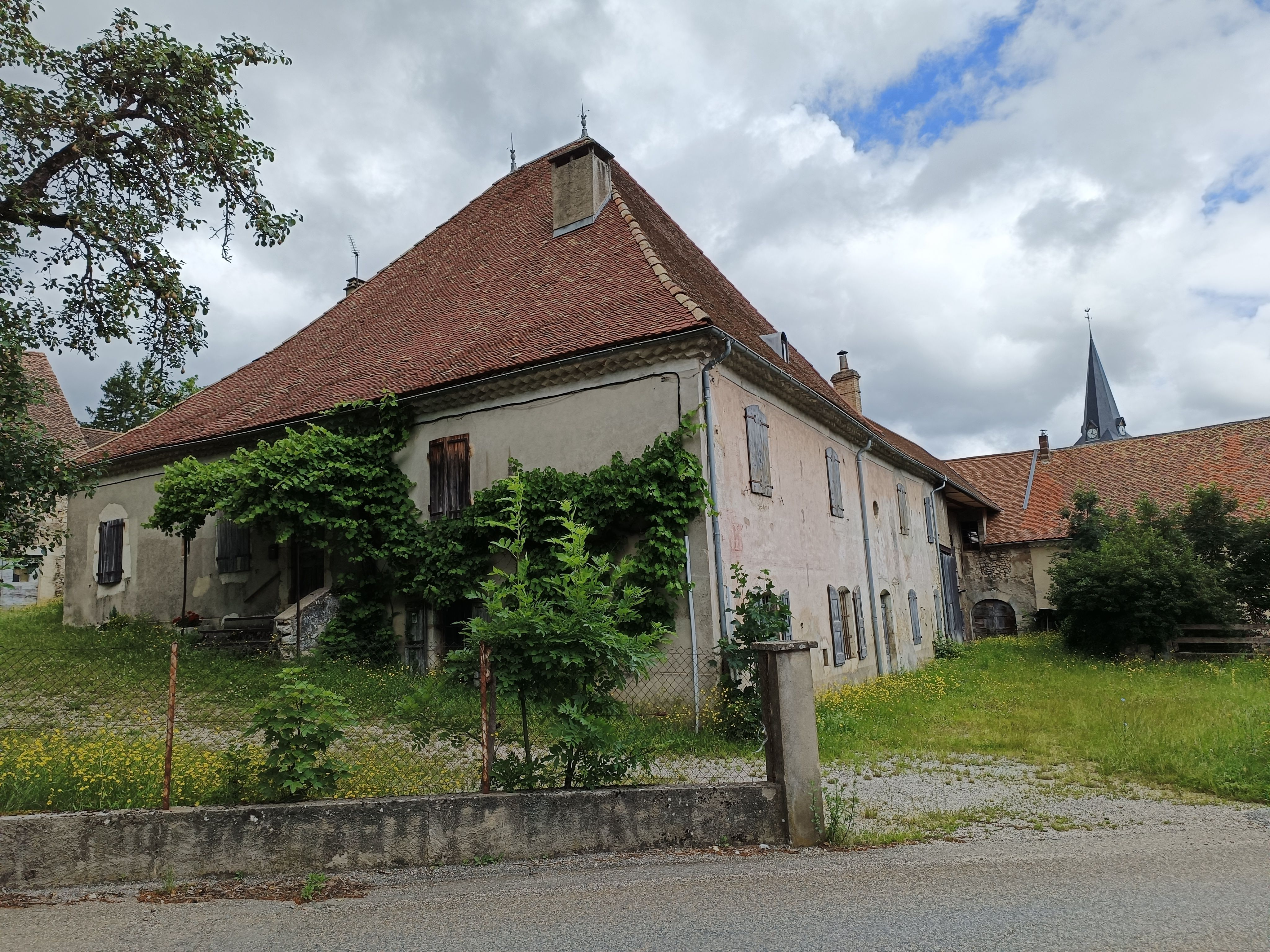
La maison Bernard près de l'espace Giono
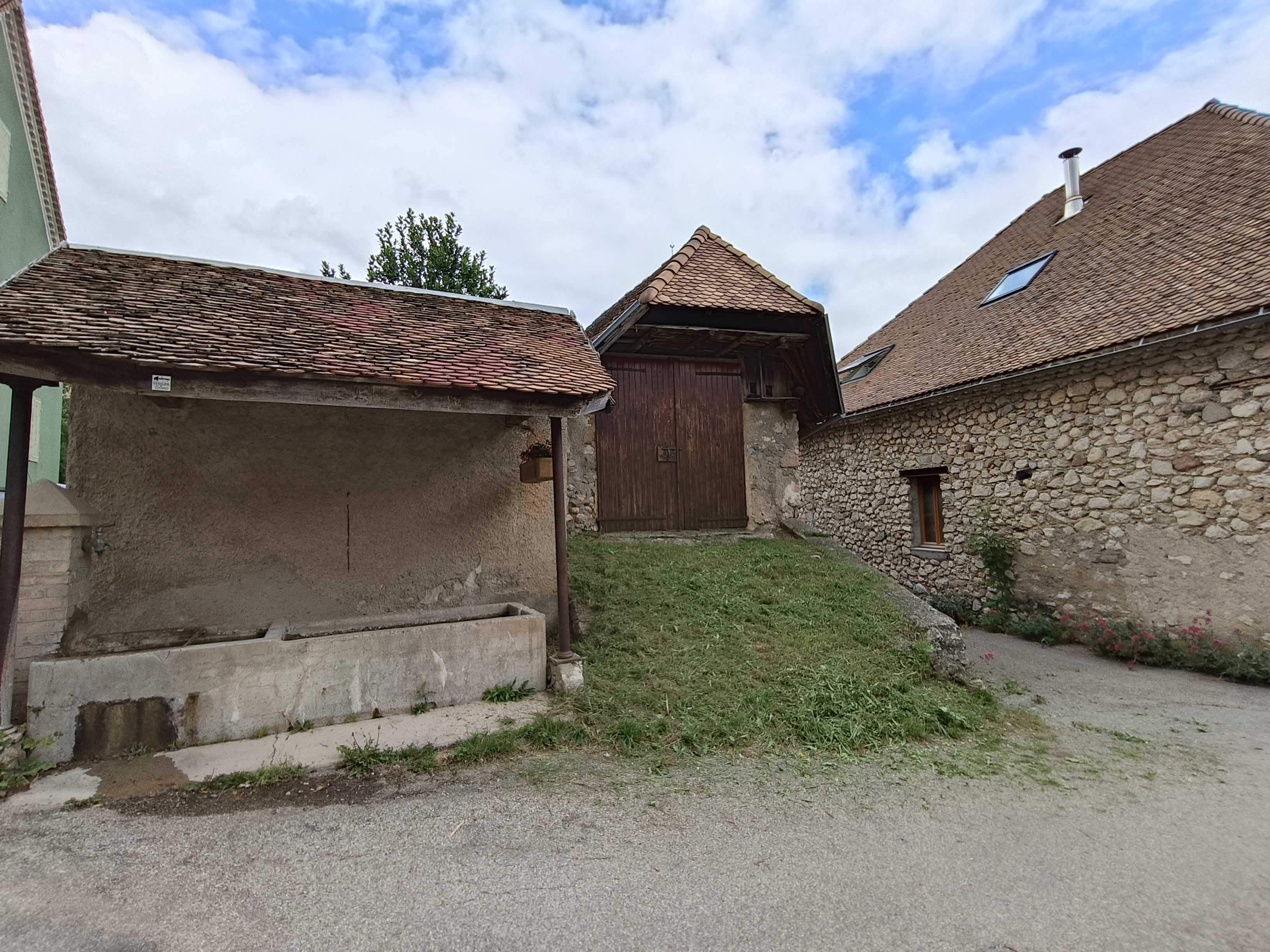
Des granges et une fontaine montée de la Prusère
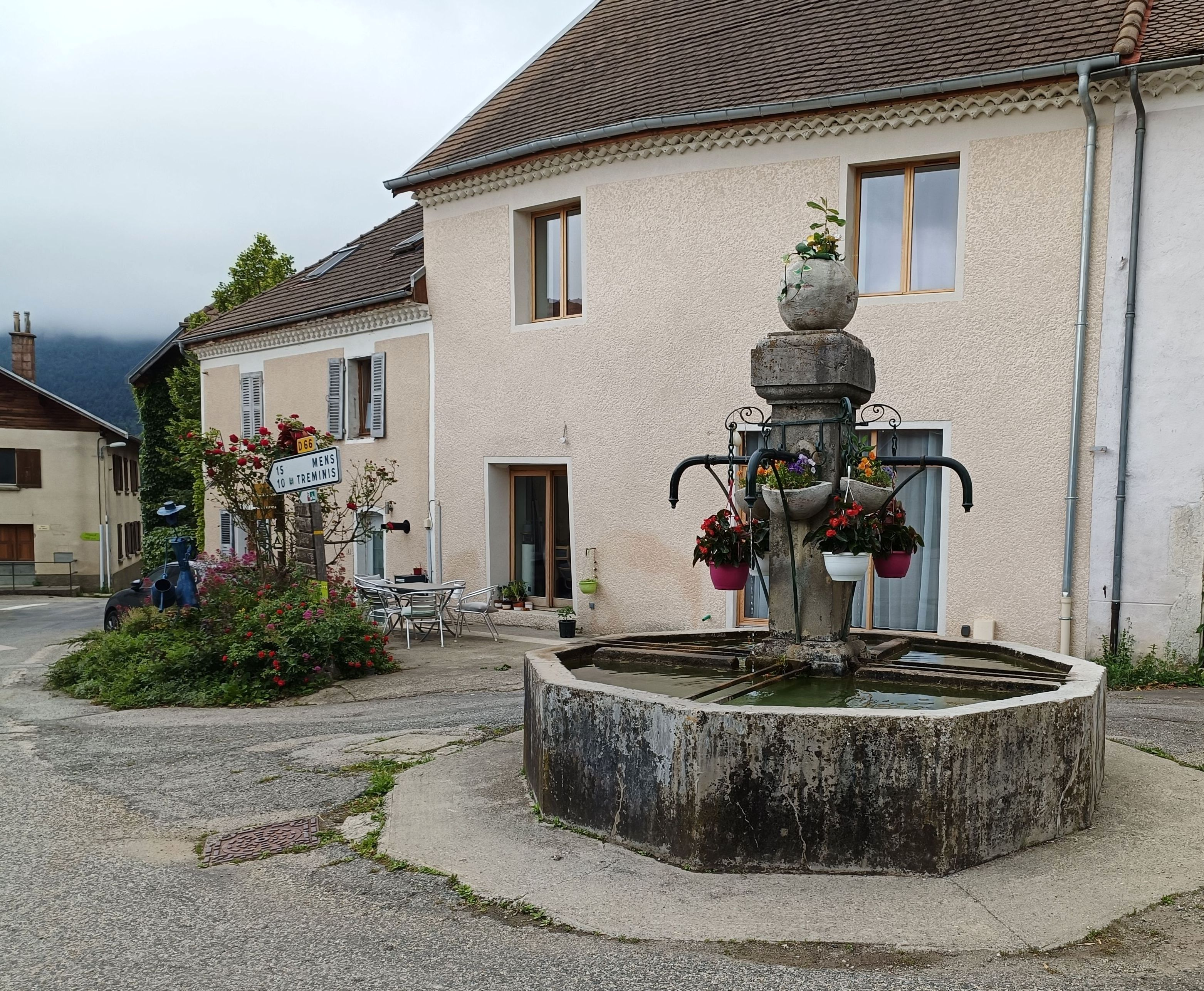
Fontaine sur la place Édith-Berger
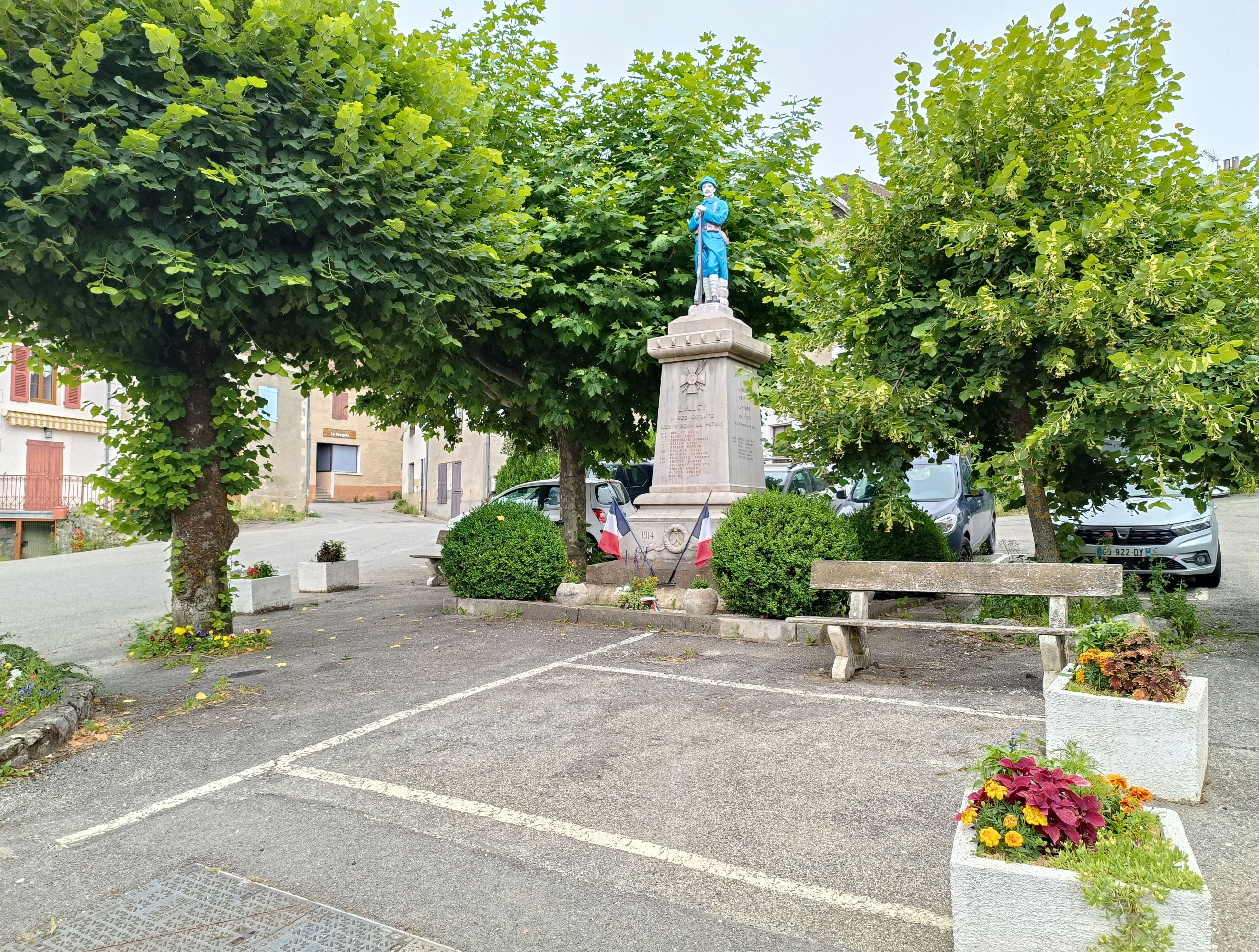
Le monument aux morts sur la place Édith-Berger
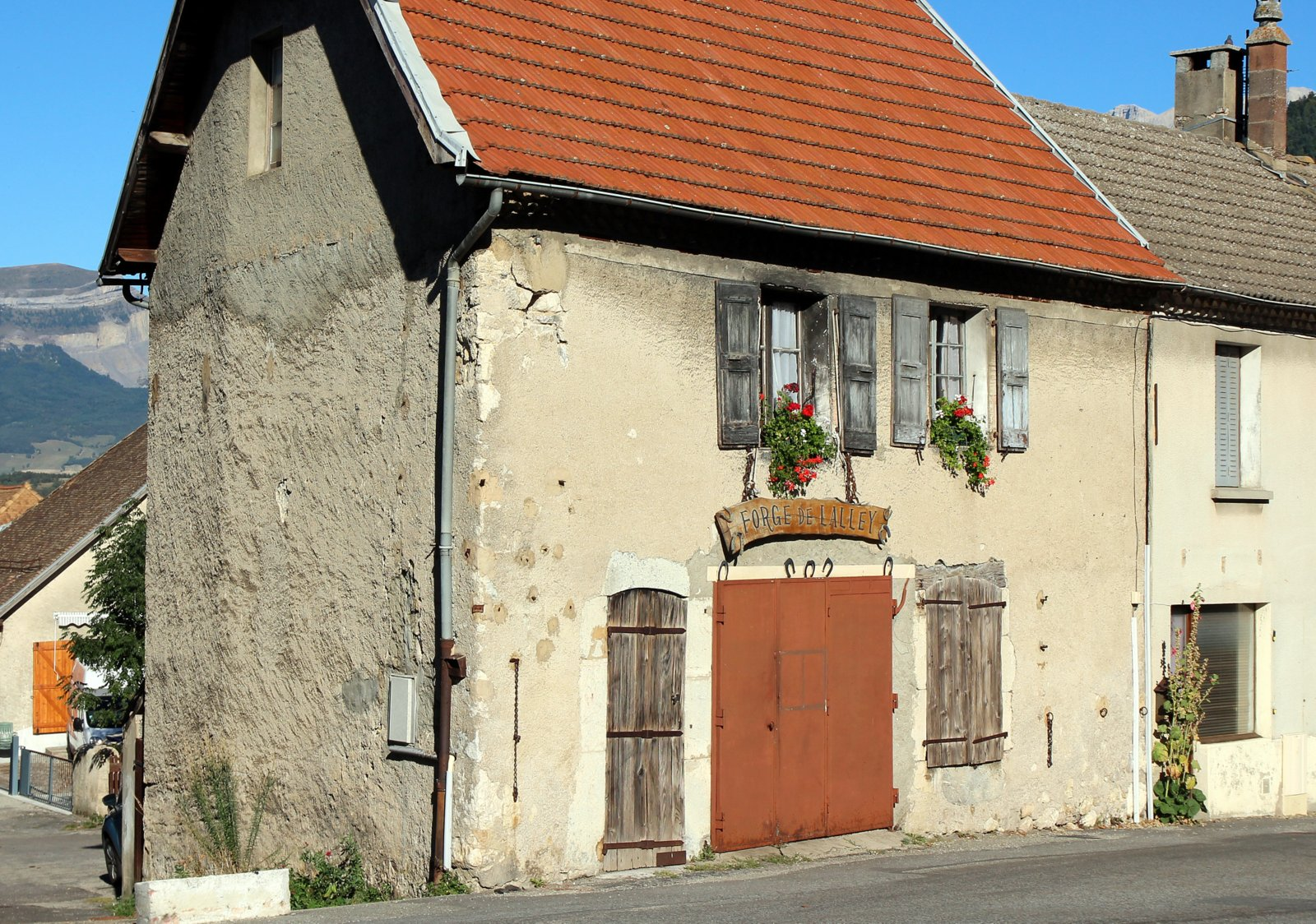
La forge
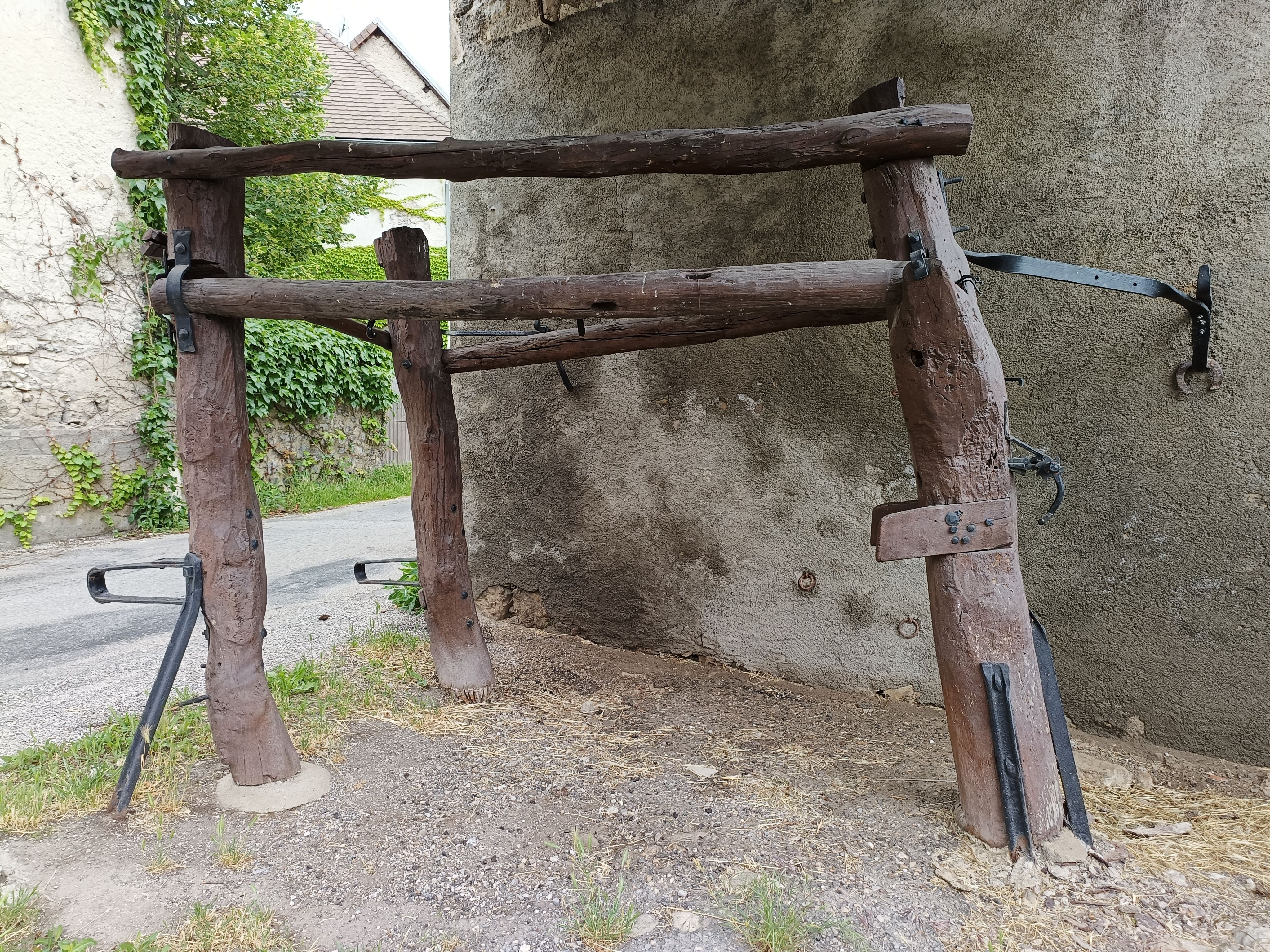
Le travail à ferrer les bœufs près de la forge

### Patrimoine culturel
- Espace Giono

### Patrimoine naturel
La commune de Lalley est entourée de montagnes dont la plus connue est le Mont Aiguille. De plus, elle fait partie des communes situées à proximité du massif du Vercors.

### Personnalités liées à la commune
- Jean Giono (1895-1970) a fait plusieurs séjours dans le village. Lalley et le Trièves lui ont inspiré le cadre où se déroule l'action de Un roi sans divertissement. Aujourd'hui un espace culturel lui est consacré : l’Espace Giono situé au cœur du village.
- Édith Berger (1900-1994), peintre grenobloise, choisit d’y vivre définitivement en 1934 après un premier séjour en 1929. Intégrée dans le village, elle n’a cessé de célébrer la beauté de ses paysages. La place centrale du village porte son nom.
- L'écrivain Catherine Claude, ancienne présidente de l'Union des écrivains, qui a situé trois de ses romans[25],[26],[27] dans le Trièves, et où l'on reconnait des lieux situés à Avers ou Lalley, est originaire d'Avers, par sa mère.

### Héraldique
|  | Lalley possède des armoiries dont l'origine et le blasonnement exact ne sont pas disponibles. |